# Wenceslao Escalante
Wenceslao Escalante är en ort i Argentina.   Den ligger i provinsen Córdoba, i den centrala delen av landet, 400 km väster om huvudstaden Buenos Aires. Wenceslao Escalante ligger 119 meter över havet och antalet invånare är 1 549.
Terrängen runt Wenceslao Escalante är mycket platt. Närmaste större samhälle är Laborde, 8,3 km väster om Wenceslao Escalante.
Trakten runt Wenceslao Escalante består till största delen av jordbruksmark. Runt Wenceslao Escalante är det glesbefolkat, med 9 invånare per kvadratkilometer.